# Waar ben je nu
Waar ben je nu is een Nederlandstalige single van de Belgische zangeres Silvy Melody uit 1990.
Het tweede nummer op de single was een instrumentale versie van het lied.
Het liedje verscheen op haar album 10 uit 1991.

## Meewerkende artiesten
Producer: 
- Eric Melaerts

Muzikanten:
- Silvy De Bie (zang)
- Dany Caen (achtergrondzang)
- Koen Wauters (achtergrondzang)
- Kris Wauters (achtergrondzang)
- Yvan Brunetti (achtergrondzang)